# Friesenberg
Friesenberg ist ein Quartier am Fusse des Uetlibergs in der Stadt Zürich in der Schweiz. Das Quartier ist ein Teil der ehemals selbständigen Gemeinde Wiedikon, die 1893 eingemeindet wurde und heute den Stadtkreis 3 bildet.

## Wappen
Blasonierung
In Schwarz über grünem Dreiberg schrägbalkenweise drei goldene Sterne

## Geschichte

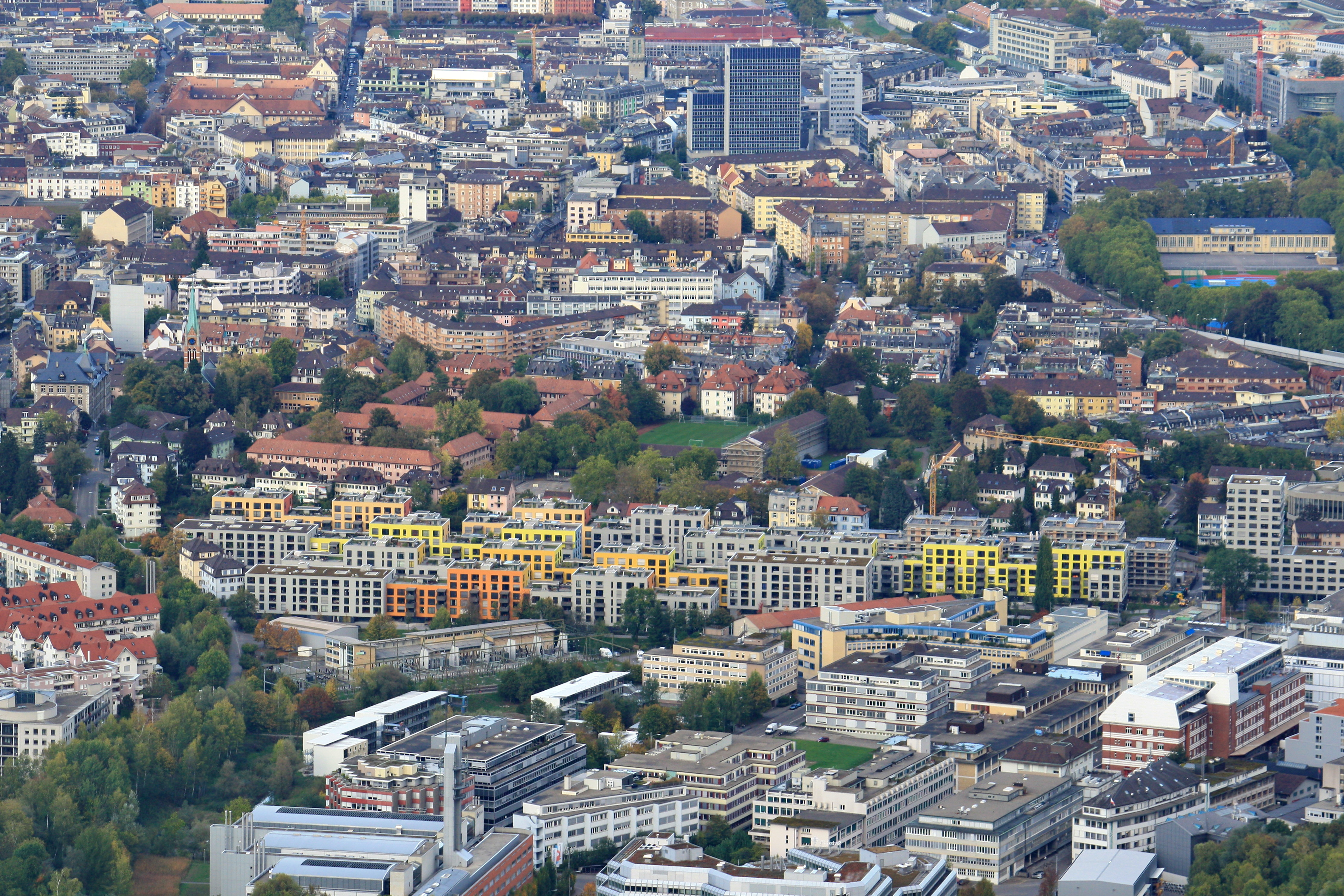
Die Quartiere Werd und Friesenberg (im Vordergrund), Ansicht vom Uetliberg

Der Name Friesenberg hat keinen geographischen Bezug zum Gebiet, sondern geht auf das Rittergeschlecht de Vriesenberch zurück, welches im 13. Jahrhundert die Burg auf der Goldbrunnegg bewohnte, einem Teil der Flanke des Uetlibergs. Über Ritter und Burg ist nur sehr wenig bekannt: Die Burg war einer der Endpunkte des Letzigrabens, der zum Hardturm an der Limmat führte, wobei sowohl Baujahr, als auch das genaue Jahr der Zerstörung der Burg unbekannt sind. Die urkundlichen Erwähnungen beschränken sich auf Inventare und Grundbücher, wo 1317 – knapp 100 Jahre nach der ersten Erwähnung – bereits vom Burgstall Friesenberg berichtet wird. Die Stelle, wo heute die Ruine der Burg Friesenberg liegt, wechselte in den folgenden 600 Jahren etliche Male von Besitzer zu Besitzer, bis sie 1902 in die Hand der Stadt Zürich gelangte.
Zu dieser Zeit war der gesamte obere Teil Wiedikons noch unbebaut und umfasste nur einzelne Bauernhöfe und etliche Lehmgruben. Ab 1880 erfasste ein Bauboom die noch freien Flächen des Sihlfelds (Werd und Hard in Aussersihl, sowie unteres Wiedikon), welches bis etwa 1910 bis auf den Friedhof Sihlfeld komplett überbaut wurde. Nachdem diese Landreserven aufgebraucht waren, wurde 1930 in einer ersten Welle damit begonnen, den oberen Teil von Wiedikon zu überbauen. Für das neue Siedlungsgebiet am Uetliberghang unterhalb der Burgruine und jenseits der Uetlibergbahn etablierte sich zu dieser Zeit erstmals der Begriff Friesenberg. Eine zweite Bauwelle erfasste das Gebiet nach dem Zweiten Weltkrieg und etwa um 1970 war bereits das gesamte Gebiet mit Ausnahme der ehemaligen Lehmgruben überbaut. Wo sich früher die Lehmgrube befand, entstand in der Zwischenzeit ein Industrie- und Gewerbeviertel, die Binz.

## Bevölkerungsentwicklung des Quartiers
Quelle:Statistik & Daten: Friesenberg

## Geographie

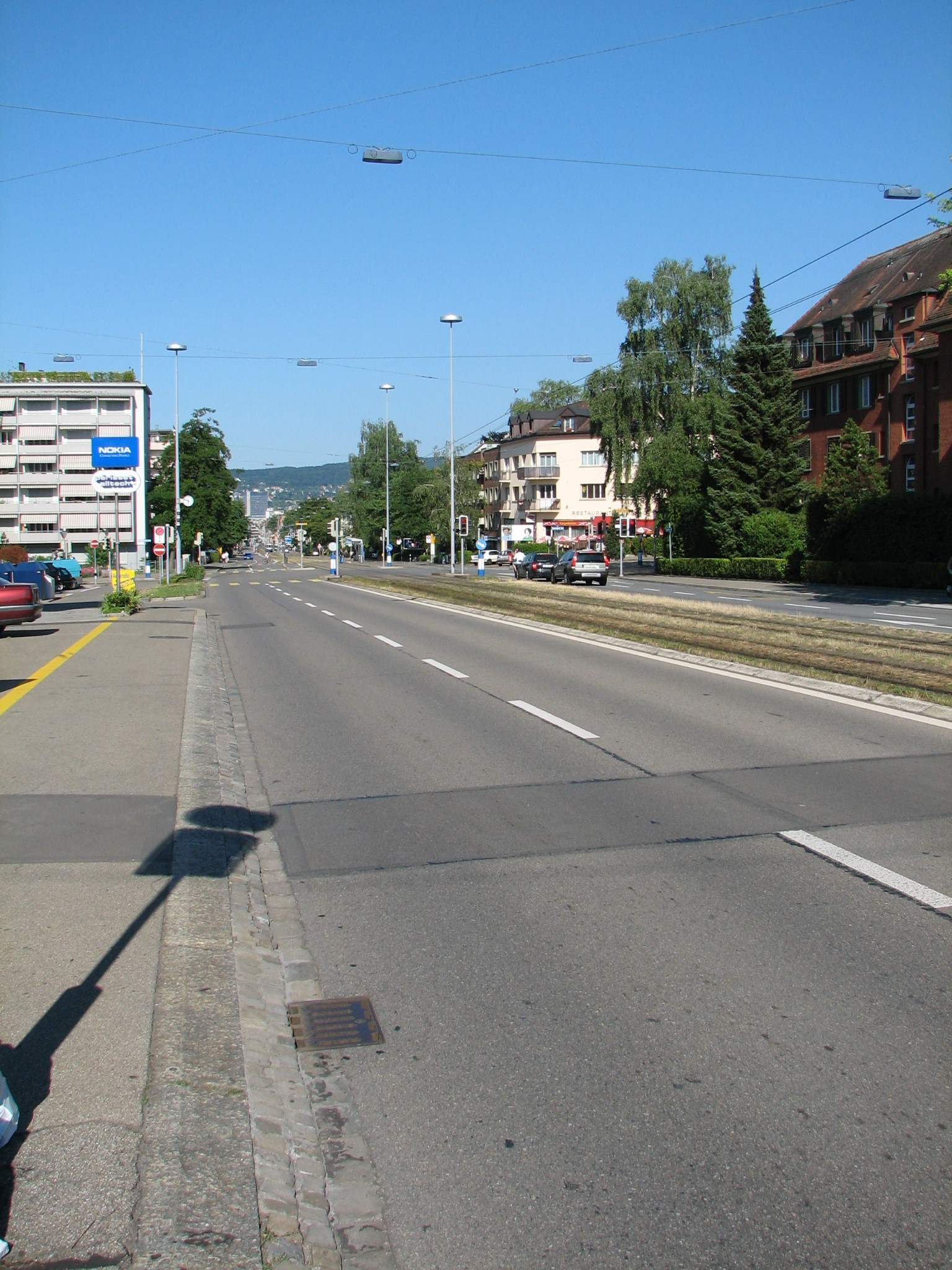
Nordöstliche Grenze von Friesenberg: Die Birmensdorferstrasse

Nordwestlich grenzt Friesenberg entlang der Gratstrasse (auf dem Uetliberg) an die Gemeinden Stallikon und Ringlikon vorbei an Hohenstein (einer Lichtung mit einem Teehaus) hinab zum Stadtspital Triemli, welches sich ebenfalls auf friesenbergischem Boden befindet. Nordöstlich wiedergibt die Birmensdorferstrasse bis Heuried die Grenze zu den Quartieren Albisrieden und Sihlfeld und zwischen Heuried und Laubegg zu Alt-Wiedikon. Südöstlich verläuft sie kurz entlang der Sihl bis zum neuen Uetlibergtunnel der Autobahn A3 und geht zum Schluss wieder hinauf zum Grat des Uetlibergs, rechts der Falletsche. Die Quartiere Wollishofen und Leimbach grenzen südlich an Friesenberg.

Luftbild von Walter Mittelholzer (1933)

Die wichtigsten Strassen sind u. a. die Schweighof-, Birmensdorfer-, Friesenberg- und Üetlibergstrasse. Friesenberg lässt sich weiter aufteilen, die wichtigsten Gegenden sind Friesenberg, Albisgüetli und Heuried, weitere sind Döltschi, Kolbenhof und Binz.
Eine grosse Fläche von Friesenberg am Hang des Uetlibergs ist bewaldet. Hier gibt es eine Vielzahl kleinerer und grösserer Wege. Etwas unterhalb der Waldgrenze befinden sich der Ziel- und Panoramaweg mit einer sehr schönen Aussicht auf Zürich.
Im Albisgüetli befinden sich das (Restaurant) Schützenhaus mit einem Schiessplatz, wo alljährlich das Knabenschiessen stattfindet und etwas unterhalb das Strassenverkehrsamt von Zürich.

## Sehenswürdigkeiten

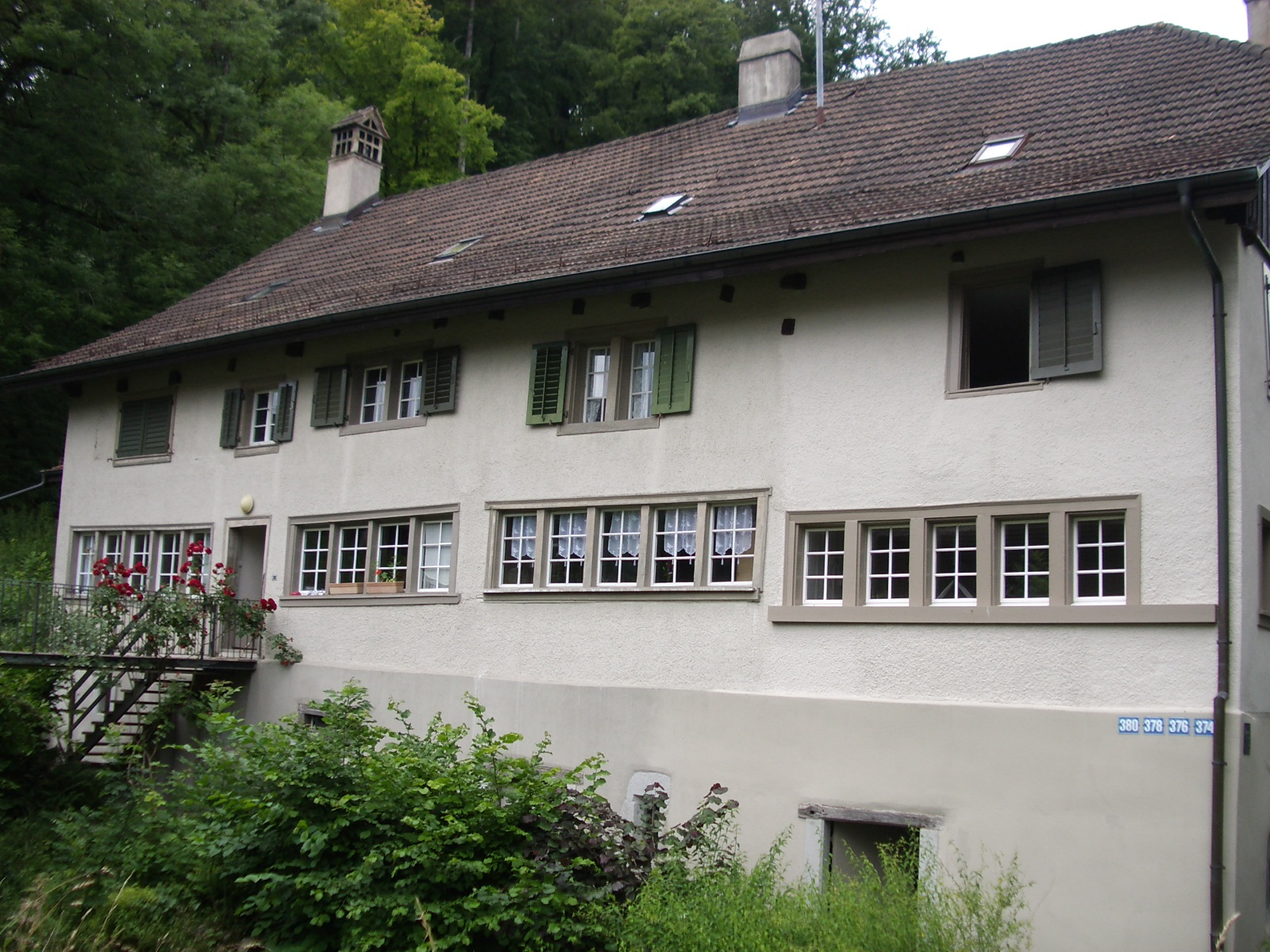
Zur Burg Friesenberg gehörende alte Mühle, 12. Jahrhundert

Die einstige Burgmühle könnte schon im 12. Jahrhundert zur ersten vermuteten Burg Friesenberg gehört haben. Von 1387 bis 1436 war sie im Besitz der Aeppli, dann des Klosters Oetenbach, darauf der Werdmüller von Zürich, die alle Lehenleute angestellt hatten. 1602 wurde die Burgmühle von der bisherigen Lehenfamilie Bosshart erworben, die sie bis 1813 bewohnte als sie von der Familie Gut abgelöst wurde. Bis 1800 war sie das einzige Bauernhaus des Friesenbergs und 1871 wurde hier die erste Friesenberger Wirtschaft eröffnet.

Die zahlreichen Wohnsiedlungen am Friesenberg sind mehrheitlich im Besitz von Wohnbaugenossenschaften, insbesondere der Familienheim-Genossenschaft Zürich, die das Quartier seit ihrer Entstehung in den 1920er Jahren massgeblich prägt. 

## Kirchen und Friedhöfe
In Friesenberg gibt es zwei Kirchen:
- Die Reformierte Kirche Friesenberg gehört zum Kirchenkreis drei der  evangelisch-reformierten Kirchgemeinde Zürich und wurde in den Jahren 1941–1947 nach Plänen von Müller und Freytag, Thalwil erbaut wurde. Sie steht in unmittelbarer Nachbarschaft zur katholischen Kirche.
- Die Römisch-katholische Kirche ist in Friesenberg mit der Kirche St. Theresia vertreten. Diese Kirche wurde in den Jahren 1931–1933 erbaut und gilt als frühes Beispiel des modernen Kirchenbaus in der Schweiz und der konsequenteste Entwurf in der Formensprache des Bauhausstils von Architekt Fritz Metzger.[3] Die Kirche besitzt Fresken von Richard Seewald aus dem Jahr 1946.

Drei Friedhöfe befinden sich im Quartier Friesenberg:
- Der jüdische Friedhof Unterer Friesenberg wurde 1866 von der Israelitischen Cultusgemeinde Zürich errichtet. Auf ihm befindet sich eine Abdankungshalle in historisierendem Stil von den Architekten Chiodera und Tschudy.
- Der Friedhof Oberer Friesenberg wurde 1952 als Nachfolger des Friedhofs Unterer Friesenberg erbaut. In ihm sind berühmte Persönlichkeiten wie Mascha Kaléko und Sigi Feigel beigesetzt.
- Als jüngster der drei Friedhöfe kam 1971 der städtische Friedhof Üetliberg hinzu. Er wurde wie der Friedhof Oberer Friesenberg oberhalb des Panoramawegs errichtet und besitzt ein aussergewöhnliches Panorama auf die Stadt.